# Pematang Serai
Pematang Serai is een bestuurslaag in het regentschap Langkat van de provincie Noord-Sumatra, Indonesië. Pematang Serai telt 2419 inwoners (volkstelling 2010).